# Hans-Ulrich Rülke

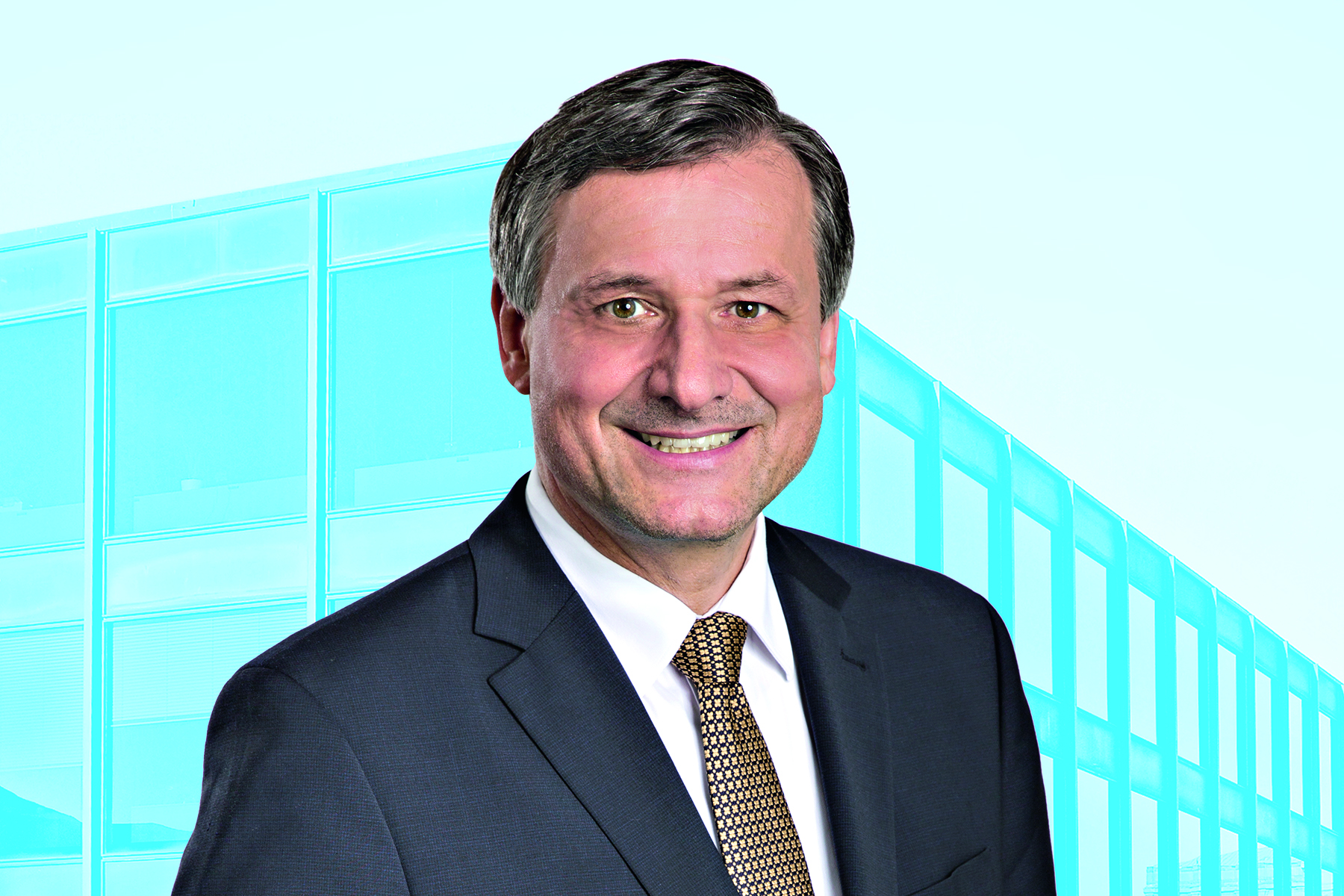
Hans-Ulrich Rülke (Pressefoto, 2016)

Hans-Ulrich „Uli“ Rülke (* 3. Oktober 1961 in Tuttlingen) ist ein deutscher Politiker der Freien Demokratischen Partei. Er ist seit 2006 Abgeordneter im Landtag von Baden-Württemberg und dort seit 2009 Vorsitzender der FDP/DVP-Fraktion. Zudem ist er seit 2025 auch Landesvorsitzender der FDP Baden-Württemberg.

## Ausbildung und Beruf
Nach dem Abitur in Singen leistete Rülke seinen Wehrdienst in Roth bei Nürnberg und Neuhausen ob Eck. Danach studierte Rülke Germanistik, Politik, Geschichte und Soziologie an der Universität Konstanz. Dieses Studium schloss er 1987 mit dem ersten Staatsexamen für das Lehramt an Gymnasien ab. Anschließend wurde er 1991 mit einer Arbeit zu Gottesbild und Poetik bei Klopstock zum Dr. phil. promoviert. Im Jahr 1993 legte er das zweite Staatsexamen für das Lehramt an Gymnasien ab (Assessorexamen). Danach arbeitete er zunächst als Lehrer am Hilda-Gymnasium in Pforzheim, bis er von 2001 bis 2006 als Fachberater für das Oberschulamt Karlsruhe tätig wurde. Er war Studiendirektor am Hilda-Gymnasium in Pforzheim. Er ist aktuell aufgrund seines Beamtenstatus beurlaubt im Dienste des Landes Baden-Württemberg.

## Partei

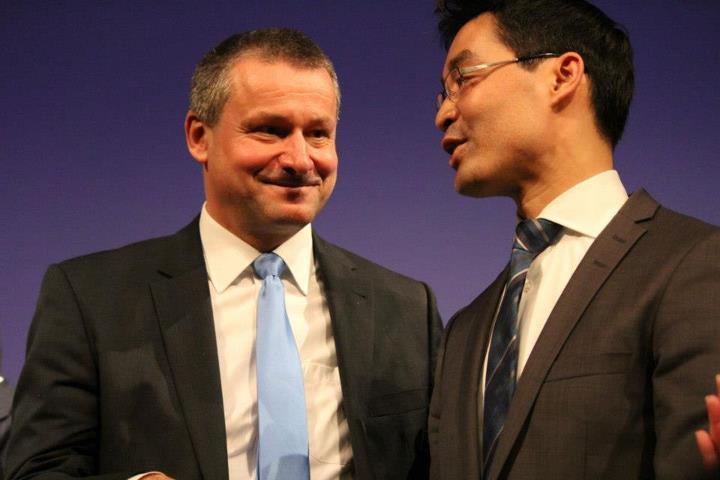
Hans-Ulrich Rülke mit Philipp Rösler beim Dreikönigstreffen 2013 der FDP in Stuttgart

Rülke trat 1985 in die FDP ein. Im Jahr 2000 wurde er Vorsitzender des FDP-Kreisverbands Pforzheim/Enzkreis, 2001 Mitglied des Landesvorstands der FDP Baden-Württemberg. 2013 unterlag er mit 188 zu 199 Stimmen Michael Theurer bei der Wahl zum FDP-Landesvorsitzenden. Von 2013 bis 2024 war er stellvertretender Landesvorsitzender der Partei. Am 5. Januar 2025 wurde Rülke als Nachfolger Theurers zum Landesvorsitzenden der FDP Baden-Württemberg gewählt.
Im Januar 2018 wurde Rülke von den Vorsitzenden der FDP-Fraktionen in Europa, Bund und den Ländern zum Sprecher der FDP-Fraktionsvorsitzendenkonferenz gewählt. Er koordiniert in dieser Funktion die inhaltliche Arbeit der FDP in den Parlamenten und repräsentiert die FDP-Fraktionen nach außen. Innerhalb der liberalen Partei vertritt er die Fraktionen in den beiden wichtigsten Führungsorganen der FDP, dem Bundespräsidium sowie dem Bundesvorstand.

## Kommunal- und Landespolitik

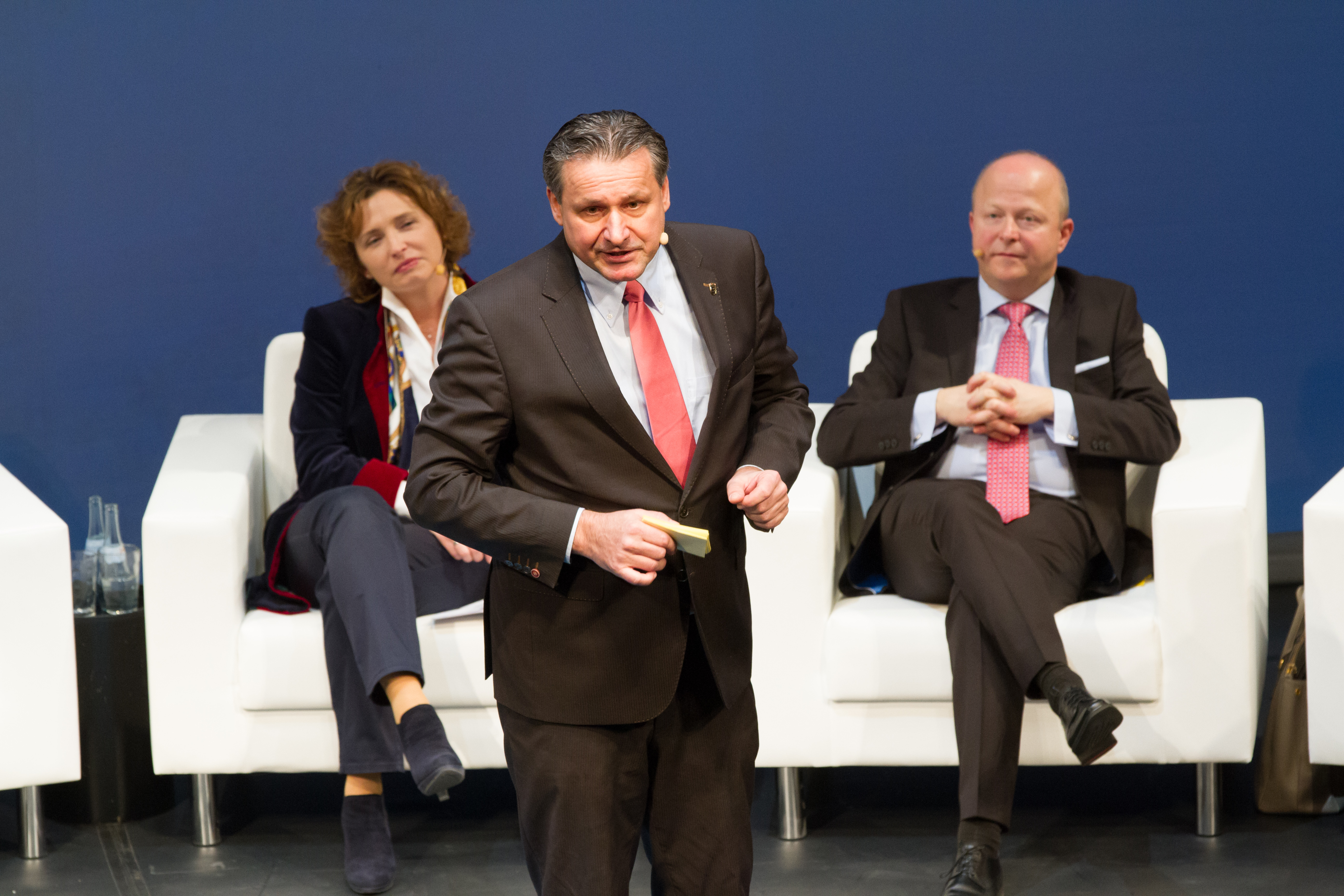
Hans-Ulrich Rülke bei der Dreikönigskundgebung 2015 der Freien Demokraten

Rülke wurde 1999 in den Gemeinderat von Pforzheim gewählt und war von 2001 bis April 2011 dort Vorsitzender der FDP-Fraktion. Seit Mai 2014 ist er Fraktionsvorsitzender der FDP/Freie-Wähler-Gemeinderatsfraktion. Seit Juni 2019 ist er Vorsitzender der FDP/FW/UB/LED-Fraktion und damit Chef der größten Fraktion im Pforzheimer Kommunalparlament. Der Pforzheimer Gemeinderat wählte ihn im Juli 2019 einstimmig zum Ersten Stellvertretenden Oberbürgermeister der Stadt Pforzheim im Ehrenamt.
Bei der Landtagswahl 2006 wurde Rülke über ein Zweitmandat im Wahlkreises Enz in den Landtag von Baden-Württemberg gewählt. Am 16. Juni 2009 wurde er erstmals von der FDP/DVP-Fraktion im Landtag von Baden-Württemberg zu deren Vorsitzenden gewählt. Nach dem Wiedereinzug in den Landtag am 27. März 2011 wurde er abermals zum Fraktionsvorsitzenden gewählt. Er war zudem finanz- und wirtschaftspolitischer Sprecher der Fraktion. Zur Landtagswahl 2016 trat Rülke zusätzlich noch im Wahlkreis Pforzheim an. Er errang für die FDP in beiden Wahlkreisen ein Mandat. Da er in Pforzheim mit 10,6 % um 0,2 Prozentpunkte besser abschnitt, vertritt er nun diesen Wahlkreis im Parlament, während der Ersatzkandidat Erik Schweickert den Wahlkreis Enz repräsentiert.
Auch 2016 und 2018 wurde er wieder im Amt des Vorsitzenden der FDP/DVP-Landtagsfraktion bestätigt und blickt mittlerweile auf die längste Amtszeit eines Vorsitzenden in der Geschichte dieser Fraktion zurück. Bei der Landtagswahl 2021 konnte er erneut über ein Zweitmandat im Wahlkreis Pforzheim in den Landtag einziehen.
Bei den Landtagswahlen 2016 und 2021 war er jeweils Spitzenkandidat seiner Partei. Auch bei der Landtagswahl 2026 ist er erneut Spitzenkandidat.

## Politische Positionen
Während der Covid-19-Pandemie sagte er, er sei nicht überzeugt von der Wirksamkeit nicht medizinischer Mund- und Nasenbedeckungen.
Nach der Landtagswahl 2021 entstand eine Schwarz-Grüne Regierung anstelle einer denkbaren Ampel. Nach dem Scheitern der Koalitionsgespräche wurden Rülke von der SPD populistische Methoden vorgeworfen. 2023 räumte Rülke einer zukünftigen Koalition mit den Grünen nur geringe Chancen ein und bezeichnete die Grünen als den politischen Hauptgegner.
Rülke sprach sich wiederholt für einen Abbau von Gas mittels Fracking gerade auch in Deutschland und einen Weiterbetrieb der Kernkraftwerke aus.

## Persönliches
Rülke ist evangelisch, verheiratet, hat drei Kinder und lebt in Pforzheim.

## Sonstiges
Rülkes Rede im Landtag von Baden-Württemberg am 11. Oktober 2017 zur Debatte „Gefahr für die Demokratie durch zunehmende Missachtung der demokratischen Spielregeln durch gewählte Volksvertreter“, die durch die AfD beantragt wurde, entwickelte sich unter anderem durch die Ausstrahlung in der ZDF-heute-show zum Internet-Hit.
Rülke war oder ist Mitglied folgender Aufsichtsräte, Verwaltungsräte, Kuratorien oder Beiräte: Landesbank Baden-Württemberg, Steinbeis-Stiftung, LBBW-Immobilien Management GmbH, Baden-Württemberg International, SV SparkassenVersicherung, Sparkasse Pforzheim Calw, SWP Stadtwerke Pforzheim GmbH, SVP Stadtverkehr Pforzheim, Landesfeuerwehrverband Baden-Württemberg e. V.